# 2nd Marine Aircraft Wing
2e escadre aérienne du Corps des Marines
La 2nd Marine Aircraft Wing (en abrégé 2nd MAW) est l'unité aérienne de la Côte est des États-Unis du Corps des Marines des États-Unis qui sert d'élément de combat aérien du II Marine Expeditionary Force. Elle est basée au Marine Corps Air Station Cherry Point en Caroline du Nord.

## Mission
Mener des opérations aériennes à l'appui des Forces maritimes de la flotte pour inclure le soutien aérien offensif, la guerre antiaérienne, le soutien d'assaut, la reconnaissance aérienne, y compris les contre-mesures électroniques actives et passives (ECM), et le contrôle des aéronefs et des missiles. En tant que fonction collatérale, l'escadre peut participer en tant que partie intégrante de l'aviation navale à l'exécution de telles autres fonctions de la marine que le commandant de la flotte peut diriger.

## Force actuelle

### Emplacements
- Marine Corps Air Station Cherry Point
- Marine Corps Air Station New River
- Marine Corps Air Station Beaufort

### Unités subordonnées
La 2ème MAW se compose de cinq groupes subordonnés, un escadron de quartier général et une unité de contrôle de la circulation aérienne :
- Marine Wing Headquarters Squadron 2 (en) (MWHS-2)
- Marine Aircraft Group 14 (MAG-14)
- Marine Aircraft Group 26 (MAG-26)
- Marine Aircraft Group 29 (MAG-29)
- Marine Aircraft Group 31 (MAG-31)
- Marine Air Control Group 28 (MACG-28)

En raison d'une réorganisation au sein de l'aviation e US Marine Corps, le 2ème MAW s'est développé entre 2007 et 2010. En 2008, les HMH-366 et HMLA-467 ont été mis en service. En 2010, le VMFA-451 a été remis en service et renommé VMFAT-501 en tant que Fleet Replacement Squadron pour le F-35 Lightning II.

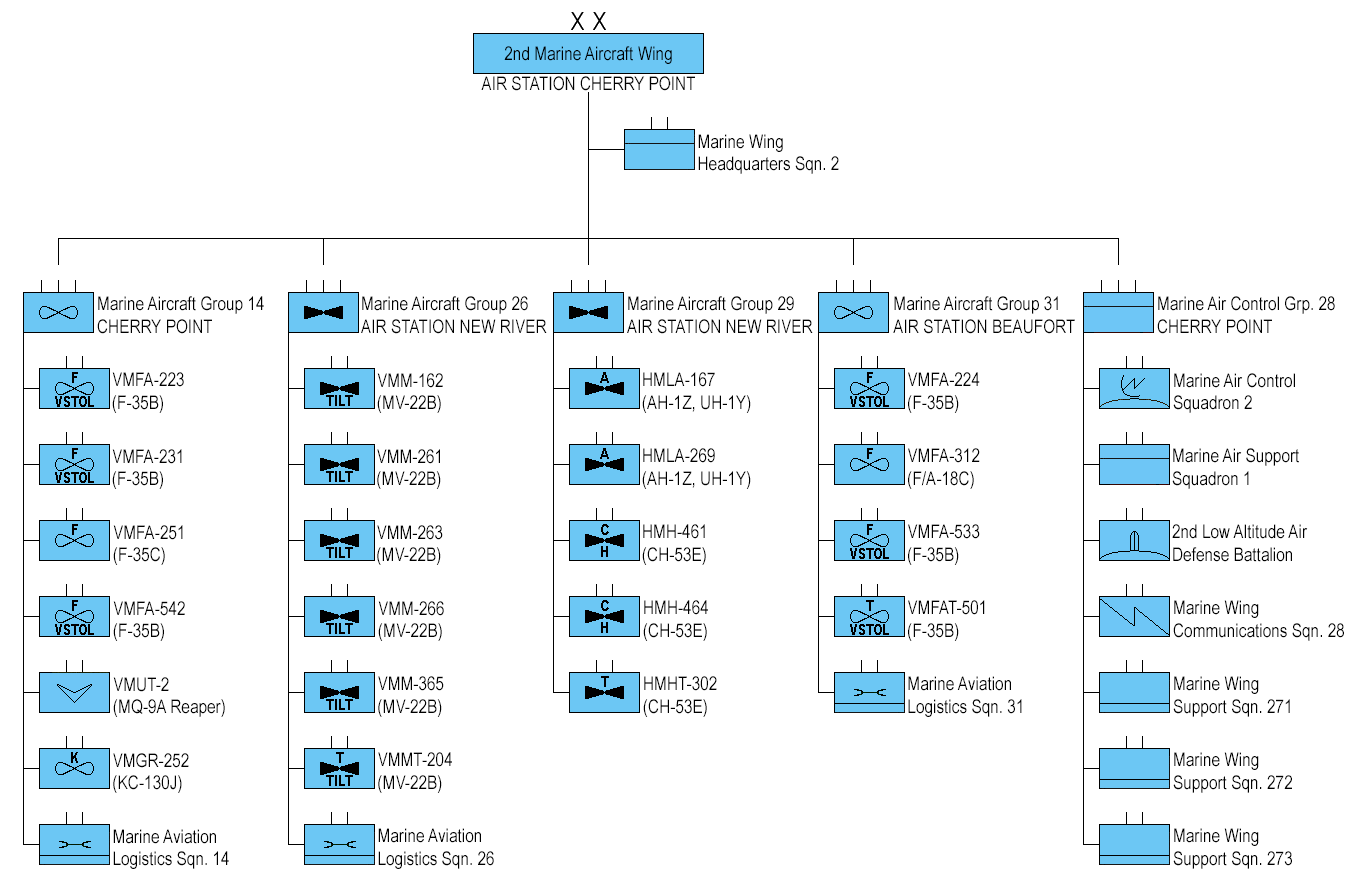
Structure du 2nd Marine Aircraft Wing

## Historique

### Origine
À la fin de 1940, le Congrès a autorisé une flotte aéronavale de quinze mille avions. Le Marine Corps s'est vu attribuer un pourcentage de ces avions à former en 2 escadres aériennes avec 32 escadrons opérationnels. Sur les conseils de conseillers de la Marine et de la Marine revenant d'observer la guerre en Europe, ces chiffres ont été doublés très peu de temps après. C'est dans le cadre de ce programme d'expansion que la 1st Marine Aircraft Wing a été activée à la Marine Corps Base Quantico, en Virginie, le 7 juillet 1941. Elle était à l'époque la plus grande unité d'aviation de la Côte est des États-Unis, considérée comme un descendant non officiel du Northern Bombing Group de la Première Guerre mondiale.
À la suite de l'attaque de Pearl Harbor, elle a été transférée à la Naval Air Station North Island, en Californie, le 10 décembre 1941, puis au Camp Kearny (en) le 31 décembre. Son premier déploiement a eu lieu en août 1942 lorsque des éléments avancés de l'escadre est arrivé à Guadalcanal et a constitué la Cactus Air Force soutenant la 1re division des Marines pendant la bataille de Guadalcanal.

### Aéronefs actuels
- Aéronef à voilure fixe  :
  - F/A-18D Hornet
  - F-35B Lightning II
  - AV-8B Harrier II
  - KC-130J Super Hercules
- Hélicoptère :
  - AH-1W SuperCobra
  - AH-1Z Viper
  - UH-1Y Venom
  - CH-53E Super Stallion
- Tiltrotor (Avion à décollage et atterrissage vertical) :
  - MV-22B Osprey
- Drone :
- RQ-7 Shadow
- Scan Eagle